# Gustafschöld
Gustafschöld är en adlig ätt som härstammar från Värmland. Äldste kände stamfader är kyrkoherden i Grava pastorat av Karlstads stift, kontraktsprosten i Näs kontrakt Haquinus Elavi Hellichius (död 1688), bördig från Hällekil i Övre Ulleruds socken efter vilken plats han antog släktnamnet.
Hans sonson, översten i armén sedermera generallöjtnanten och kommendanten i Kristianstad Abraham Hellichius (1723–1792), adlades för sina insatser vid statsvälvningen 1772, varvid han som kapten vid Kronprinsens regemente gjorde sig till herre över Kristianstads fästning och säkrade därmed Skåne (som var ett välkänt möss-område) som en maktbas för kungen.
Abraham adlades den 13 september 1772 på Stockholms slott av kung Gustav III med namnet Gustafschiöld och introducerades på Riddarhuset den 13 maj 1777 med nummer 2 107. Kungen utformade själv hans adliga vapen: En blå skjöld, hvaruti trenne kronor af guld. Mitt uti skjölden är en mindre skjöld af silfver, uppå hvilcken ett rödt G, krönt med en kongl: crona. Ofvan på skjölden stå tvenne hjelmar. Aldeles som det samma här bredevid med sina rätta färgor afmålat finnes.
Ätten utgick på svärdssidan den 9 juli 2005.